# Perdita (mjesec)
Perdita (također Uran XXV) je prirodni satelit planeta Uran, iz grupe manjih unutarnjih pravilnih, s oko 26 kilometara u promjeru i orbitalnim periodom od 0.618 dana.